# MIKIKO
MIKIKO（みきこ、1977年8月11日 - ）は、日本の演出振付家。女性ダンスカンパニー、株式会社ELEVENPLAY（イレブンプレイ）代表取締役。愛称は「MIKIKO先生」。

## 経歴
東京生まれ。3人姉妹の末っ子で、2歳のとき父親の転勤で広島市へ引っ越す。広島の自宅は毎年5月にひろしまフラワーフェスティバルが開催される平和大通り（100m道路）沿いにあり、ステージの骨組みが出来ていく過程を興味深く眺めていた。父親が広告代理店に勤務していたため、ライブや舞台裏を見ることができた。振付師という職業を知ったのも、米米CLUBのライブをバックステージで見せてもらったことがきっかけという。舞台を作る仕事の原点は子ども時代にあるのかもと話した。安田女子中学校のバトン部の一員としてフラワーフェスティバルの舞台やパレードに出て、人前で踊る楽しさを覚え、高校に入ってヒップホップダンスを始めた。
1996年、19歳からバレエとストリートダンスの経験を元にダンス指導を開始する。1999年、大学在学中の21歳のとき、テレビ新広島がアミューズと提携してアクターズスクール広島を開校するための最初の講師陣の一人となった。一期生には当時小学校5年生だった（のちの）Perfumeもいた。Perfumeが東京に出て以降も、（アミューズでの初期の活動の一時点を除いて）楽曲ほぼすべてで振り付けを担当している。スクールの発表会は年に春と秋の2回あり、年間約50曲の振付をスクール生のために作成し、構成を含めたスキルが鍛えられた。
2000年にMAXのバックダンサーとなり、同時期にダンスグループVAXを結成した。広島と東京の間を週1回は往復する生活を5年間ほど送る。2003年、当時中学3年生のPerfumeがアミューズとマネジメント契約を結び、3人だけで上京。
2005年、28歳のときMIKIKOもアミューズとマネジメント契約を結び、本格的に演出家としての活動を開始、「つくる仕事」に専念するため東京に転居。この直接のきっかけは同社会長の大里洋吉が舞台「DRESS CODE」を見たこと。MIKIKOはその作・演出・振り付けを手掛けた。大里は演出家になること、感性を磨くため米国ニューヨークに転居することを指示。2006年から二年間米国留学。在米中もビデオレターを用いてPerfumeらにダンスを指導した。2008年帰国しPerfumeがブレイクしたことを知る。
帰国後、アミューズ所属のアーティストを中心に振り付けを提供。2009年、ELEVENPLAYを立ち上げ。この頃からテレビCMの振り付けやコンサート演出を大量に手掛けるようになる。2010年、さくら学院の結成以降、同グループとその派生ユニット（BABYMETAL、科学究明機構ロヂカ?など）の楽曲すべてを振り付け。2012年、蛯原友里、押切もえ、安座間美優、山本美月らモデル17人が踊るファッションショー「Canコレ！」の振り付けを担当。
2014年、ELEVENPLAYが初音ミクと共にレディー・ガガのコンサート前座を務める。MIKIKOが振り付け・演出した 伊勢丹の宣伝動画 がグッドデザイン賞を受ける。2015年、技術と芸術の祭典「SXSW」におけるPerfumeの 公演 が「ACC CM FESTIVAL」インタラクティブ部門の総理大臣賞/ACCグランプリを受賞。MIKIKOは絵コンテを作り、真鍋大度らに照明やカメラワークを指示した。
2016年、リオ五輪閉会式における、五輪旗引き継ぎ式の芸術パートを担当。同年、テレビドラマ『逃げるは恥だが役に立つ』エンディングの振り付け（恋ダンス）を担当、大きな反響を得る。ミュージックビデオ「Cold Stares」がオーストリアの芸術賞「Prix Ars Electronica」(Computer Animation/Film/VFX部門）のAward of Distinctionを受ける。
2017年、デジタルメディア協会はMIKIKOに、AMD Award '16 審査員特別賞（Jury's special award）を授与。同年、『VOGUE JAPAN Women of the year 2017』を受賞。さらに、東京2020 開会式・閉会式 4式典総合プランニングチームに就任。演出チームの実質的な統括地位にあったが、開会が迫る2020年12月、髙田佳夫（電通代表取締役）により演出チームは解散に追い込まれる恰好で辞職した。代わって総合統括に就いたのが佐々木宏（髙田と電通同期入社のクリエイティブディレクター）であった。
2018年、「第4回Women of Excellence Awards」にてビジネス部門を受賞。

## 振り付けや演出の特徴
目標は踊り手の身体や個性を美しく見せること。米国で体型や文化の差を確認したことが転機となった。例えば、ヒップホップのような外来のダンスをそのまま取り入れず、かつ着物のような外見ではなく、細やかさのような日本人の内面を表現することを一層重視する。MIKIKOは日常の仕草を振り付けに多用し、プロジェクターやドローン、LED、移動式半透過スクリーンなど先端技術を用いた演出も得意とする。最も影響を受けた振付師は「引き算の美学」を感じるボブ・フォッシーと話した。
脚本家で映像、音楽制作を手掛ける小中千昭は、振り付けの特徴の一部を次のように指摘した。
- 振り付け対象が広範：テクノやJ-POPはもちろん、ヘヴィメタルも対象とする。しかも後者ではブラストビートやギターソロまで視覚化した。「グラッドストーンというものがある。ブラストビートを叩く上では必須な技術なのだが、『Road of Resistance』イントロの騎乗ダンスはその視覚化」（公式動画 の01:25）[35]。「ギター・ソロにダンスがついている事が判る。

恋ダンスにおける振り付けの目標は、楽器の音や歌詞を解説し、振り付けがない場合と異なる面を観客に感じさせることだった。星野源は振り付けを「楽曲の持つ魅力とリスナーへの伝達力を何倍にも大きくしてくれる」と評した。

## 振付

### アーティスト
- Perfume
  - 2003年
    - ジェニーはご機嫌ななめ

  - 2004年
    - モノクロームエフェクト
    - ビタミンドロップ

  - 2005年
    - リニアモーターガール
    - ファンデーション
    - コンピュータードライビング

  - 2006年
    - コンピューターシティ
    - エレクトロ・ワールド
    - パーフェクトスター・パーフェクトスタイル
    - 引力

  - 2007年
    - チョコレイト・ディスコ
    - Twinkle Snow Powdery Snow
    - ポリリズム[注 1]
    - SEVENTH HEAVEN
    - Baby cruising Love

  - 2008年
    - マカロニ
    - plastic smile
    - GAME
    - セラミックガール
    - Take me Take me
    - シークレット・シークレット
    - Puppy love
    - love the world
    - edge
    - Dream Fighter

  - 2009年
    - ワンルーム・ディスコ
    - Take off
    - NIGHT FLIGHT
    - Kiss and Music
    - Zero Gravity
    - I still love U
    - The best thing
    - Speed of Sound
    - edge〜⊿mix〜

  - 2010年
    - 不自然なガール
    - ナチュラルに恋して[注 2]
    - VOICE
    - 575
    - GISHIKI
    - 1 2 3 4 5 6 7 8 9 10
    - ねぇ
    - FAKE IT

  - 2011年
    - レーザービーム
    - 微かなカオリ
    - スパイス
    - GLITTER

  - 2012年
    - MY COLOR
    - 時の針
    - 心のスポーツ
    - Have a Stroll
    - Spring of Life
    - コミュニケーション
    - Spending all my time
    - Hurly Burly
    - edge（world tour ver）
    - チョコレート・ディスコ　2012-MIX

  - 2013年
    - 未来のミュージアム
    - だいじょばない
    - Magic of Love
    - Spending all my time（Extended Version）
    - Sweet Refrain
    - 1mm
    - Enter the Sphere
    - Clockwork
    - ふりかえるといるよ
    - Party Maker
    - Spring of Life（Album-mix)
    - Dream Land

  - 2014年
    - Handy Man
    - DISPLAY
    - Cling Cling
    - Hold Your Hand
    - いじわるなハロー
    - 恋は前傾姿勢

  - 2015年
    - STORY
    - Relax In The City
    - Pick Me Up
    - STAR TRAIN
    - Next Stage with YOU

  - 2016年
    - FLASH
    - 透明人間
    - TOKIMEKI LIGHTS
    - Cosmic Explorer
    - Miracle Worker
    - Baby Face
    - 宝石の雨
    - Atmospheric Entry

  - 2017年
    - TOKYO GIRL
    - If you wanna
    - FUSION

  - 2018年
    - 無限未来
    - Future Pop
    - Let Me Know

  - 2019年
    - ナナナナナイロ
    - Challenger
    - 再生

  - 2020年
    - Chrome
    - Time Warp

など
- さくら学院
  - 2010年
    - 夢に向かって
    - ハッピーバースデー（派生ユニット「ミニパティ」）
    - Hello! IVY
    - School days
    - Dear Mr.Socrates（派生ユニット「Twinklestars」）
    - めだかの兄妹（派生ユニット「sleepiece」）
    - message

  - 2011年
    - FLY AWAY
    - チャイム
    - プリンセス☆アラモード（派生ユニット「ミニパティ」）
    - Brand New Day（派生ユニット「SCOOPERS」）
    - にんげんっていいな（派生ユニット「sleepiece」）
    - プリーズ!プリーズ!プリーズ!（派生ユニット「Twinklestars」）
    - 天使と悪魔（派生ユニット「Twinklestars」）
    - FRIENDS
    - オトメゴコロ。
    - ピクトグラム
    - ベリシュビッッ
    - さくら百人一首
    - ラピカム（派生ユニット「Twinklestars」）

  - 2012年
    - 旅立ちの日に 〜J-MIX〜
    - Planet Episode 008
    - 走れ正直者（派生ユニット「sleepiece」）
    - よくばりフィーユ（派生ユニット「ミニパティ」）
    - 3.a.m（武藤彩未、三吉彩花、松井愛莉）
    - See you...
    - スコアボードにラブがある（派生ユニット「Pastel Wind」）
    - WONDERFUL JOURNEY
    - Song for smiling
    - マシュマロ色の君と
    - サイエンスガール ▽ サイレンスボーイ（派生ユニット「科学究明機構ロヂカ?」）
    - ユメを解く理論（派生ユニット「科学究明機構ロヂカ?」）
    - すいみん不足（派生ユニット「sleepiece」）
    - IMA ELEMENT with エレメントガールズ（派生ユニット「科学究明機構ロヂカ?」）

  - 2013年
    - My Graduation Toss
    - Magic Melody
    - 目指せ!スーパーレディー
    - スリープワンダー
    - ミラクル♪パティフル♪ハンバーガー（派生ユニット「ミニパティ」）
    - 桜色のアベニュー from SUZUKA（中元すず香）
    - デルタ（派生ユニット「科学究明機構ロヂカ?」）
    - Hana*Hana
    - 顔笑れ!!
    - Pumpkin Parade
    - あちゃ!ちゃ!カリー（派生ユニット「ミニパティ」）
    - Welcome to My Computer（派生ユニット「科学究明機構ロヂカ?」）
    - 目指せ!スーパーレディー -2013年度-

  - 2014年
    - Jump Up 〜ちいさな勇気〜
    - Capsule Scope
    - 予想以上のスマッシュ（派生ユニット「Pastel Wind」）
    - 負けるな!青春ヒザコゾウ
    - I・J・I
    - しゃなりはんなりどら焼き姫（派生ユニット「ミニパティ」）
    - 未完成シルエット
    - アニマリズム
    - ハートの地球
    - Spin in the Wind（派生ユニット「プロレス同好会」）
    - ピース de Check!（派生ユニット「購買部」）
    - 目指せ!スーパーレディー -2014年度-

  - 2015年
    - 仰げば尊し 〜from さくら学院 2014〜
    - ヒラリ!キラキラ☆ヤミヤミミュージアム（派生ユニット「ミニパティ」）
    - 宝物（菊地最愛、水野由結、田口華、野津友那乃）
    - ご機嫌!Mr.トロピカロリー
    - さよなら、涙。
    - 君に届け
    - マセマティカ!
    - 目指せ!スーパーレディー -2015年度-
    - キラメキの雫

  - 2016年
    - ジャカパラ Goo Goo ♡ オムライス（派生ユニット「ミニパティ」）
    - 未知標 〜ミチシルベ〜（磯野莉音、大賀咲希、白井沙樹）
    - 約束の未来
    - メロディック・ソルフェージュ
    - 目指せ!スーパーレディー -2016年度-

  - 2017年
    - ダバダ♪サラダ de セボン☆アベニュー（派生ユニット「ミニパティ」）
    - ユビキリ（倉島颯良、黒澤美澪奈）
    - アイデンティティ
    - 目指せ!スーパーレディー -2017年度-
    - あきんど☆魂（派生ユニット「購買部」）

  - 2018年
    - 未来時計（山出愛子、岡田愛、岡崎百々子）
    - My Road
    - Fairy tale

  - 2019年
    - #アオハル白書

  - 2020年
    - クロスロード（藤平華乃、吉田爽葉香、森萌々穂、有友緒心）
    - モノクローム

など
- BABYMETAL
  - 2010年
    - ド・キ・ド・キ☆モーニング

  - 2012年
    - いいね!
    - 君とアニメが見たい〜Answer for Animation With You
    - ヘドバンギャー!!
    - ウ・キ・ウ・キ★ミッドナイト

  - 2013年
    - イジメ、ダメ、ゼッタイ
    - メギツネ

  - 2014年
    - ギミチョコ!!
    - 悪夢の輪舞曲
    - 4の歌など[注 3]

  - 2015年
    - あわだまフィーバー
    - THE ONE
    - Road of Resistance

  - 2016年
    - Tales of the Destinies
    - GJ！
    - Amore - 蒼星
    - シンコペ－ション
    - Sis.Anger
    - META！メタ太郎
    - KARATE

  - 2017年
    - From Dusk Till Dawn

  - 2018年
    - Tattoo
    - Elevator Girl
    - Starlight
    - Kagerou
    - Distortion

  - 2019年
    - Shanti Shanti Shanti
    - Arkadia
    - PA PA YA!!
    - DA DA DANCE
    - Shine

  - 2020年
    - Oh! MAJINAI
    - Night Night Burn!
    - Brand New Day
    - B×M×C

  - 2023年
    - METAL KINGDOM
    - THE LEGEND
    - MIRROR MIRROR
    - Light and Darkness
    - Divine Attack - 神撃 -
    - Monochrome
    - METALIZM
    - Believing
    - MAYA
    - Time Wave
    - メタり！！(feat. Tom Morello)

  - 2024年
    - LEAVE IT ALL BEHIND（F.HERO x BODYSLAM x BABYMETAL）
    - Kingslayer (feat. BABYMETAL)（Bring Me the Horizon）
    - RATATATA（BABYMETAL x Electric Callboy）

  - 2025年
    - from me to u (feat. Poppy)
    - Song 3（BABYMETAL × Slaughter to Prevail）

など
- 可憐Girl's
  - Over The Future（2008年）
  - MY WINGS（2008年）
  - とっぷし〜くれっと（2008年）
- RIP SLYME
  - 太陽とビキニ（2008年）
- Lil'B
  - オレンジ（2008年）
  - キミに歌ったラブソング（2008年）
  - 願いごと一つキミへ（2008年）
  - JET★GIRL（2008年）
- CHEMISTRY
  - Life Goes On（2008年）
- YUKI
  - just life all right（2009年）
  - Hello!（2011年）
- チーム・アミューズ!!
  - Let's try again[注 4]（2011年）
- SHANADOO
  - NEXT LIFE（2009年）
  - Carry On（2009年）
  - World's End Supernova（2009年）
- 青山テルマ
  - WANNA COME AGAIN（Version Thelma）（2009年）
- S×O×U
  - Don't want to be alone（2009年）
- MINMI
  - ハイビスカス（2010年）
  - パッと花咲く（2010年）
- Spontania
  - JAM（2010年）
- MONOBRIGHT
  - 雨にうたえば（2010年）
- クラムボン
  - JAPANESE MANNER（2010年）
- Kylee
  - NEVER GIVE UP!（2011年）
- YUI
  - es.car（2011年）
- 9mm Parabellum Bullet
  - カモメ（2011年）
- マキシマム ザ ホルモン
  - Maximum The Hormone（2011年）
- 平井堅
  - 告白（2012年）
- OKAMOTO'S
  - ラブソング（2012年）
- Salyu
  - Camera（2012年）
- Nosaj Thing
  - Eclipse/Blue（2012年）
- 武藤彩未
  - A.Y.M（2013年）
  - とうめいしょうじょ（2014年）
  - 交信曲第1番変ロ長調（2014年）
  - セブンティーン（2014年）など
- SEKAI NO OWARI
  - 炎と森のカーニバル（2014年）
  - 世界平和（2014年）
- ゲスの極み乙女。
  - ノーマルアタマ（2014年）
- HGS
  - ミニヨン☆パピヨン（2014年）
  - ONE CHECK SWEETNESS（2014年）など
- 椎名林檎
  - 長く短い祭（2015年）
  - 神様、仏様（2015年）
- 椎名林檎とトータス松本
  - 目抜き通り（2017年）
- 椎名林檎と宮本浩次
  - 獣ゆく細道（2018年）
- DAOKO
  - 水星（2015年）
  - Shibuya K（2015年）
  - さみしいかみさま（2015年）
  - ME!ME!ME!（2015年）
  - 歌舞伎町の女王(Cover)（2015年）
  - きみ（2015年）
  - BANG!（2016年）
- DAOKO×岡村靖幸
  - ステップアップLOVE（2017年）
- 星野源
  - SUN（2015年）
  - 時よ（2016年）
  - 恋（2016年）
  - ドラえもん（2018年）
- @onefive
  - Pinky Promise（2019年）[37]
- YOASOBI with ミドリ－ズ
  - ツバメ（2021年）

### CM
- 積水化学工業 『セキスイハイム「おひさまハイム」編』（2008年）
- Lil'B 『オレンジ』モバイル用CM（2008年）
- 森永製菓 『BAKE』（2009年）
- 積水化学工業 『セキスイハイム「あったかハイム」編』（2009年）
- アイケイコーポレーション 『バイク王』（2009年）
- パルコ 『Xmas SALE』（2009年）
- 積水化学工業 『セキスイハイム「おひさまハイムプラス」編』（2010年）
- 江崎グリコ 『アイスの実「ミミミミミ」篇』（2010年）
- 江崎グリコ 『アイスの実「Get on the Bus」篇』（2010年）
- リーバイス 『Hip Live』（2010年）
- アサヒビール 『アサヒスーパードライ』（2010年）
- 日清食品 『カップヌードルライト』（2010年）
- サントリー 『C.C. Lemon』（2010年）
- ペプシコーラ 『PEPSI NEX「Perfume×Lovefool」篇』（2010年）
- サンエー・インターナショナル 『NATURAL BEAUTY BASIC』（2010年）
- オリンパス 『PEN Light』（2010年）
- ノーリツ 『エコ*リラ*キレイ「リレー」篇』（2010年）
- パルコ 『PARCOグランバザール「パルコアラ」篇』（2011年）
- キリンビバレッジ 『 午後の紅茶×Q-pot.』WEB CM（2011年）
- トヨタ自動車 『ミニバンキャンペーン「今なんじゃない」』（2011年）
- サーティワンアイスクリーム 『真夏の雪だるま大作戦「ダンス with 雪だるま」篇』（2011年）
- ロート製薬 『メンソレータムリップ「もぎたて果実」』（2011年）
- パルコ 『PARCO夏のグランバザール 映画「モテキ」バージョン』（2011年）
- 味の素 『ノ・ミカタ「しじみ娘登場」篇』（2011年）
- プロトコーポレーション 『車情報誌Goo』（2011年）
- メニコン 『1day Menicon Flat Pack』（2011年）
- キリンビール 『氷結「ICE MUSIC」篇』（2011年）
- キリンビール 『氷結「やさしい氷結、誕生」篇』（2011年）
- キリンビール 『氷結「Sparkling」篇』（2011年）
- カネボウ化粧品 『潤うるり「うるり体操3つの成分」篇』（2011年）
- ノーリツ 『エコ*リラ*キレイ「ひまわり少女」篇』（2011年）
- auひかり 『auひかり「アンナ家族」篇』（2011年）
- サンスター 『VO5「スーパーキープソング」篇』（2011年）
- SHO-BI 『Decorative Eyelash』（2011年）
- カネボウ化粧品 『ストナリニ「ダンス広場」篇』（2011年）
- ダリヤ 『Men's Palty』（2011年）
- キーエンス 『KEYENCE』（2011年）
- イオン 『いまこそ5いまこそ!値下げの5日間』（2011年）
- 江崎グリコ 『ポッキーチョコレート「ALL」篇』（2011年）
- 江崎グリコ 『ポッキーチョコレート「メッセージ」篇』（2011年）
- 佐藤製薬 『ストナリニS』
- キリンビール 『氷結「MAGIC MUSIC」篇』（2012年）
- キリンビール 『氷結「Balloon」篇』（2012年）
- Nature's way 『chant a charm』（2012年）
- キリンビール 『氷結「Triple Screen」篇』（2012年）
- 不二家 『カントリーマアム「マアム犬」篇』（2012年）
- カンロ 『ピュレグミ「恋の味」篇』（2012年）
- ソニー 『ウォークマン「踊ろう」篇』（2012年）
- キリンビール 『氷結「MAGIC MOMENT」篇』（2012年）
- 参天製薬 『サンテ40「軽目（カルメン）」篇』（2012年）
- カルピス 『カルピスソーダ「スーパーシズルLIVE」篇』（2013年）
- カンロ 『ピュレグミ「ピュレグミは、恋の味。」2013春』（2013年）
- 『AMOYAMO×E HYPHEN World Gallery』（2013年）
- 『国民年金基金』（2013年）
- JTビバレッジ 『桃の天然水「ももも」篇』（2013年）
- エーザイ 『チョコラBBスパークリング「キレイ速攻チャージ」篇』（2013年）
- エレクトロラックス 『ergothree music project「Play!いちばん静かな吸引力。」』WEB CM（2013年）
- ソニー 『Xperia A SO-04E「PICTURE EFFECT」篇』（2013年）
- ソニー 『Xperia A SO-04E「ONE-TOUCH MUSIC」篇』（2013年）
- ソニー 『Xperia A SO-04E「BACKLIGHT DANCE」篇』（2013年）
- ソニー 『Xperia UL SOL22「Rain Dance」篇』（2013年）
- エーザイ 『チョコラBBプラス「笑顔になーれ」篇』（2013年）
- エーザイ 『美チョコラコラーゲン「響け、うるおい」篇』（2013年）
- ソフィ 『はだおもい「走る女」篇』CM（2013年）
- 花王 『キュキュット「ママはアイドル」篇』（2014年）
- エーザイ 『チョコラBBローヤル2「目覚まし時計」篇』（2014年）
- エーザイ 『チョコラBBプラス「お肌に自信」篇』（2014年）
- パルコ 『夏のグランバザール2014』（2014年）
- ダイドー 『ダイドーブレンド 泡立つデミタス エスプレッソ「SHAKE TRICK」』Web CM（2014年）
- 中電工『企業CM「快適パフォーマンス」篇』（2017年）
- サンスター『Ora2×Perfume Ora2と出かけましょう篇』（2017年）
- 積水化学工業『セキスイハイム「あったかハイム帰りたいミュージカル篇」』（2017年）
- 伊藤園TULLY'S COFFEE「PROFESSIONAL QUALITYは進化する」篇（2018年）

### ライブ・イベント
- 福山雅治 『福山☆冬の大感謝祭 其の十』（2010年）
- 福山雅治 『THE LIVE BANG!! in 沖縄』（2011年）
- 福山雅治 『無流行歌祭!!(ノー・シングルライブ)』（2011年）
- YUKI 『YUKI LIVE“SOUNDS OF TEN”at TOKYO DOME』LIVE内映像振付（2012年）
- CanCam×AneCan合同ファッションショー 『Canコレ!』（2012年）
- 『POLYSICS+YOSI HORIKAWA&Florence To+GAYBIRD+ELEVENPLAY』（2013年）
- さくら学院 『さくら学院祭☆2013』（2013年）
- 武藤彩未 ライブハウスツアー2013 『TRAVELING ALONE』（2013年）
- BABYMETAL 『LEGEND"1997" SU-METAL聖誕祭』（2013年）
- 「ADIDAS ORIGINALS STAN SMITH TOKYO PARTY」『ELEVENPLAY』パフォーマンス（2014年）
- さくら学院 『The Road to Graduation 2013 〜Happy Valentine〜』（2014年）
- さくら学院 『The Road to Graduation 2013 〜放課後アンソロジーみんなでわっしょい!〜』（2014年）
- さくら学院 『The Road to Graduation Final ～ さくら学院 2013年度 卒業～』（2014年）
- グリコ×武藤彩未 『Dance Dance 17セブンティーンアイス』（2014年）
- レディー・ガガ 「LADY GAGA’S artRAVE: the ARTPOP ball」オープニングアクト『初音ミク×ELEVENPLAY』[注 5]（2014年）
- 「ShortShorts FILM FESTIVAL＆ASIA 2014 AWARD CEREMONY PARTY」『rhizomatiks×ELEVENPLAY』パフォーマンス（2014年）
- 「Sonar Music Festival」『rhizomatiks×ELEVENPLAY』（2014年）
- BABYMETAL 『BABYMETAL WORLD TOUR 2014』（2014年）
- 『マジカルミライ2014』オープニング（2014年）
- ソフトバンク 『Pepper Tech Festival 2014』オープニングショー（2014年）
- 椎名林檎ホールツアー『椎名林檎と彼奴等がゆく 百鬼夜行2015』 - 楽曲｢熱愛発覚中｣（2015年）
- 椎名林檎出演『第66回NHK紅白歌合戦』 - 楽曲「長く短い祭 〜ここは地獄か天国か篇〜」[注 6]（2015年）

### 舞台・ミュージカル
- 『歌謡シアター「ラムネ」〜夢の途中編〜』（2008年）
- 『EVIL DEAD THE MUSICAL』（2009年）
- 『黒執事』（2010年）
- 雪之丞一座〜参上公演ロック☆オペラ 『サイケデリック・ペイン』（2012年）
- 『THE ALUCARD SHOW』（2013年）
- 『黒執事-地に燃えるリコリス-』（2014年）
- 劇団☆新感線『髑髏城の七人Season鳥』（2017年）

### テレビ番組
- クッキンアイドル アイ!マイ!まいん!（2009年）
- すすめ!キッチン戦隊クックルン（2013年）
- 第55回日本レコード大賞 『55周年アニバーサリーメドレー』（2013年）
- ゴー!ゴー!キッチン戦隊クックルン（2015年）
- ドラマ「逃げるは恥だが役に立つ」エンディングテーマ『恋』（2016年、TBS） - 星野のPVも同様の振りつけ

### アニメ
- ドーラ
  - オープニングテーマ「Dora Theme Song」（2009年）
- 戦姫絶唱シンフォギア
  - 劇中歌「逆光のフリューゲル」モーションキャプチャー用振付（2012年）
- ドキドキ!プリキュア
  - 前期エンディングテーマ「この空の向こう」（2013年）
  - 後期エンディングテーマ「ラブリンク」（2013年）
- ハピネスチャージプリキュア!
  - 前期エンディングテーマ「プリキュア･メモリ」（2014年）
  - 後期エンディングテーマ「パーティ ハズカム」（2014年）
- Go!プリンセスプリキュア
  - 前期エンディングテーマ「ドリーミング☆プリンセスプリキュア」（2015年）
  - 後期エンディングテーマ「夢は未来への道」（2015年）

### ゲーム
- Dance Evolution
  - Crazy Control
  - Everyday, Everynight
  - Open Your Eyes
  - We Can Win the Fight
  - KIMONO♥PRINCESS
  - HIGHER
  - Lover's High
  - Unity
  - BURNIN'THE FLOOR
  - 華爛漫 -Flowers-（2nd EDITION）

## 演出
- 2005年
  - 『DRESS CODE』舞台/作･振付･演出
- 2007年
  - Perfume 『perfumeの掟』振付･演出
  - 『CATHY HAIR SHOW in New York』演出
- 2008年
  - Perfume 『Perfume first tour「GAME」』LIVE/演出・構成
  - Perfume 『武道館ワンマンライブ「BUDOUKaaaaaaaaaaN!!!!!」』LIVE/演出・構成
- 2009年
  - Perfume 『ディスコ！ディスコ！ディスコ！』LIVE/演出
  - Perfume 『Perfume Second Tour 2009「直角二等辺三角形Tour」』 LIVE/演出・構成
- 2010年
  - Perfume 『「パッと楽しく遊ぼうの会」ライブハウストゥワー』LIVE/演出・構成
  - Perfume 『Perfume LIVE @東京ドーム「1 2 3 4 5 6 7 8 9 10 11」』LIVE/演出・構成
- 2011年
  - ELEVENPLAY 『レセプション公演「so mayny men, so many minds.」』舞台/作･演出･振付：MIKIKO&Tomomi Yoshimura
  - ELEVENPLAY 『ダンスインスタレーション「dot.」』舞台/作･演出･振付：MIKIKO&Tomomi Yoshimura[8][38]
- 2012年
  - Perfume 『Perfume 3rd Tour「JPN」』LIVE/演出・構成
  - BACARDI 『THE PARTY』フラッシュモブパフォーマンス/振付・演出
  - MTV 『MTV VIDEO MUSIC AWARDS JAPAN 2012』オープニングアクト（Perfume）/振付・演出
  - Perfume 『氷結SUMMER NIGHT』LIVE/演出・構成
  - さくら学院 『さくら学院祭☆2012』LIVE/演出
  - Perfume 『Perfume WORLD TOUR 1st』LIVE/演出・構成
- 2013年
  - Perfume 『ずっと好きだったんじゃけぇ〜さすらいの麺カタPerfume FES!!」LIVE/構成・演出
  - Perfume 『ULTRA KOREA 2013（ULTRA MUSIC FESTIVAL）』LIVE/振付・演出
  - 『「カンヌライオンズ 国際クリエイティビティ・フェスティバル」プレゼンテーション Perfume「Spending all my time」』/振付・演出
  - Perfume 『Perfume WORLD TOUR 2nd』LIVE/構成・演出
  - 武藤彩未 『武藤彩未LIVE DINA 1980』LIVE/演出・振付
  - 武藤彩未 『武藤彩未LIVE DINA 1980〜version2.〜』LIVE/演出・振付
  - Perfume 『Perfume 4th Tour in DOME 「LEVEL3」』LIVE/構成・演出
- 2014年
  - BABYMETAL 『赤い夜 LEGEND “巨大コルセット祭り” 〜天下一メタル武道会ファイナル〜』/振付演出
  - BABYMETAL 『黒い夜 LEGEND “DOOMSDAY” 〜召喚の儀〜』/振付演出
  - ELEVENPLAY 『ダンスインスタレーション「モザイク」』舞台/作･演出･振付
  - Perfume 『Perfume Fes!!2014』LIVE/演出
  - Perfume 『Perfume 5th Tour 2014 「ぐるんぐるん」』LIVE/振付・構成・演出
  - Perfume『Perfume WORLD TOUR 3rd』LIVE/構成・演出
  - Rhizomatiks×ELEVENPLAY 『Pulse』メキシコツアー/演出振付
- 2015年
  - Mercedes-Benz Japan『新型Aクラス発表会 オープニング』　/振付・演出
  - Perfume『Perfume Anniversary 10days 2015 「PPPPPPPPPP」』LIVE/振付・構成・演出
  - BABYMETAL『～巨大天下一メタル武道会～』　/振付演出
  - BABYMETAL『LEGEND "2015" 〜新春キツネ祭り〜』　/振付演出
  - SXSW2015『SXSW Perfume Live STORY』　LIVE/振付・演出
  - ELEVENPLAY『Dance Installation「MOSAIC Ver.1.5」』　舞台/作･演出･振付
- 2016年
  - Perfume『Perfume 6th Tour 2016「COSMIC EXPLORER」』   LIVE/振付・構成・演出
  - 東京都－パリ市 文化交流事業「「空へ、海へ、彼方へ―旅するルイ・ヴィトン」展　イベント/ダンス演出・振付
  - 2016年リオデジャネイロオリンピックの閉会式#オリンピック旗授受 総合演出・演舞振付
- 2017年
  - Rhizomatiks Research x ELEVENPLAY 『Dance Installation at Gallery AaMo “phosphere”』  /演出振付
  - Perfume『【docomo×Perfume】 FUTURE-EXPERIMENT VOL.01 距離をなくせ。』　演出・振付
- 2018年
  - ELEVENPLAY✕Rhizomatiks Research US TOUR 2018『things』　演出振付
  - NTT R&Dフォーラム2018　Kirari! プレゼンテーション　演出振付
  - Perfume『This is NIPPON プレミアムシアター「Perfume×TECHNOLOGY」presents "Reframe"』　演出振付
  - Rhizomatiks Research x ELEVENPLAY  North American Tour 2018 『discrete figures』東京公演　演出振付
  - ELEVENPLAY×Rhizomatiks Research×Kyle McDonald『discrete figures』演出振付
  - Perfume『Perfume 7th Tour 2018 ｢FUTURE POP｣』 　演出振付
- 2019年
  - Rhizomatiks Research x ELEVENPLAY x Kyle McDonald, “discrete figures2019”EU tour（デュッセルドルフ公演・アイントホーフェン公演）演出振付
  - Rhizomatiks Research x ELEVENPLAY x Kyle McDonald, “discrete figures2019”US tour（ニューヨーク公演・サンフランシスコ公演） 演出振付
  - ELEVENPLAY DANCE INSTALLATION 「Nu.」   演出振付
  - Rhizomatiks Research x ELEVENPLAY x Kyle McDonald, “discrete figures Special Edition“”札幌公演　  演出振付
  - Tokyo Tokyo Festival Special 13 Light and Sound Installation "Coded Field"　  演出振付
  - Rhizomatiks Research x ELEVENPLAY x Kyle McDonald, “discrete figures Special Edition“”リエージュ公演　  演出振付
  - Rhizomatiks Research x ELEVENPLAY x Kyle McDonald, “discrete figures Special Edition“東京公演　  演出振付
- 2020年
  - Perfume『Perfume 8th Tour 2020 “P Cubed” in Dome』    演出振付
  - Perfume『Perfume Imaginary Museum “Time Warp”』 　演出振付
  - インテル PC FES 2020「ELEVENPLAY x Rhizomatiks　“S . P . A . C . E . ”」　演出振付
- 2023年
  - Rhizomatiks x ELEVENPLAY “Syn : 身体感覚の新たな地平” (TOKYO NODE 開館記念企画)
  - 羽生結弦 Yuzuru Hanyu ICE STORY 2023『GIFT』 at TOKYO DOME　  演出
  - 羽生結弦  Yuzuru Hanyu ICE STORY 2nd "RE_PRAY" TOUR　  演出

### テレビ出演
- NHK『プロフェッショナル 仕事の流儀』（2019年2月4日放送）「人の光を、解き放つ～演出振付家MIKIKO」
- NHK『NHKアカデミア』「MIKIKO(前編)」(初回放送日: 2023年9月20日）/「MIKIKO(後編)」(初回放送日: 2023年9月27日）/ テキスト「第22回 <演出振付家 MIKIKO>」( ①,②,③,まとめ講義 )
- スイッチインタビュー「河合優実×MIKIKO」EP1、EP2（2025年1月10日・17日、Eテレ）[39]